# Остащенко-Кудрявцев, Борис Павлович
Борис Павлович Остащенко-Кудрявцев (28 декабря 1876 (9 января 1877) — 1 октября 1956) — астроном, заведующий Николаевской обсерваторией.

## Биография
Борис Павлович Остащенко-Кудрявцев родился в Санкт-Петербурге в семье архитектора.
В 1893 году Остащенко-Кудрявцев впервые попал на заседание Русского астрономического общества, после чего стал регулярно посещать все заседания общества.
Весной 1894 года окончив, Третью петербургскую классическую гимназию и сдав выпускные экзамены на аттестат зрелости, получил золотую медаль.
В осенний семестр 1894 года Остащенко-Кудрявцев был зачислен на первый курс физико-математического факультета Петербургского университета.
Летом 1896 года, по протекции профессора А. М. Жданова, в качестве научного сотрудника и секретаря был командирован Русским географическим обществом в научную экспедицию по исследованию Курской магнитной аномалии.
В 1898 году окончил Петербургский университет с дипломом I степени. Сразу после окончания университета Остащенко-Кудрявцев был принят на постоянную работу в Пулковскую обсерваторию в должности штатного «сверхштатного» (то есть младшего) астронома.
В 1899 году выполнял магнитные и астрономические наблюдения на ледоколе «Ермак» во время плавания в полярных морях.
В 1900 году принимал участие в градусных измерениях на острове Шпицберген.
С февраля 1901 года по апрель 1902 года работал в Одесском отделении Пулковской обсерватории.
В 1909 году морское ведомство России передало под управление Пулково Николаевскую обсерваторию. Остащенко-Кудрявцев был командирован в Николаев для её переоснащения и перепрофилирования. До 1913 года исполнял обязанности Морского астронома Черноморского флота.
В 1913 году единогласным вотумом Академии наук в результате закрытой баллотировки Остащенко-Кудрявцев был избран старшим астрономом (то есть ординарным профессором) Пулковской обсерватории.
Осенью 1917 года занимался созданием Николаевского народного рабочего университета, в котором впоследствии занимал должности декана и заместителя ректора. В 1918 году Остащенко-Кудрявцев был избран ректором Николаевского матросского университета. В 1919 году по его инициативе при Николаевском Губнаробразе, в котором он возглавлял соответствующую секцию при Внешкольном отделе, была организована серия школ для взрослых. В том же году Остащенко-Кудрявцев был назначен председателем комиссии по охране памятников искусства и старины, возглавляя Николаевское общество народных университетов.
С 1919 по 1923 год Остащенко-Кудрявцев — профессор Николаевского института народного образования, в котором он читал целый комплекс астрономических дисциплин.
В 1922 году переехал в Харьков. В течение нескольких лет Остащенко-Кудрявцев читал курс картографии на географическом факультете Харьковского пединститута, где, по назначению Наркомпроса, возглавлял Государственную экзаменационную комиссию.
В феврале 1923 года утверждён действительным членом научно-исследовательской кафедры астрономии Харьковского ИНО.
С 1924 по 1929 год работал консультантом и учёным специалистом во вновь созданном Украинском геодезическом управлении.
В 1940 году возглавил астрономический отдел Харьковской обсерватории.
С 1930 по 1934 год заведовал картографическим сектором Украинского научно-исследовательского института геодезии и картографии, затем — кафедрой в Харьковском инженерно-строительном институте.
В 1935 году Остащенко-Кудрявцев был утвержден в звании профессора, а в 1936 году ему была присуждена степень доктора физико-математических наук.
В сентябре 1941 года с семьей был эвакуирован в Алма-Ату, где в 1941-1944 годах состоял профессором Горно-металлургического института и заведовал кафедрой геодезии.
Осенью 1944 года возвратился в Харьков, где продолжил заведование астрометрическим отделом обсерватории и кафедрой высшей геодезии Харьковского инженерно-строительного института.
В сентябре 1955 года назначен заведующим вновь созданной кафедры маркшейдерского дела Харьковского горного института.

## Награды
- Орден Святого Станислава I степени (1903)
- Премия Русского географического общества (1907)
- Орден Святой Анны II степени (1913)
- Заслуженный деятель наук УССР (1952)
- Орден Ленина (1953)